# Dan Blankinship
Daniel „Dan“ Blankinship (* um 1980 in Richmond (Virginia)) ist ein US-amerikanischer Jazzmusiker (Trompete) des Modern Jazz.

## Leben und Wirken
Blankinship lernte mit elf Jahren Trompete, nachdem er zuvor Klavierunterricht hatte und im Kinderchor sang. Seine Ausbildung zum Musiker absolvierte er am Interlochen Center for the Arts, Tanglewood Institute (Boston University), Peabody Conservatory in Baltimore und an The New School, an der er 1999 den Bachelor of Arts erwarb. Anschließend studierte er an der Aaron Copland School of Music (Queens College), an dem er den Master of Arts erwarb.
Ab den frühen 2000er-Jahren arbeitete Blankinship in der amerikanischen Jazzszene; ab 2001 war er Mitglied im Jazzkollektiv The Flail. Außerdem gehörte er im Raum New York Formationen wie der Fat Cat Big Band, Alexi David’s Mingus Brass Octet, Lapis Luna, Blue Vipers of Brooklyn, der Gregorio Uribe Big Band, Michael Arenella and his Dreamland Orchestra und der Shrine Big Band an. 2018 spielte er im Jack Glottman Quartet. Aufnahmen entstanden ab 2004 mit The Flail sowie mit Gasper Bertoncelj and The Swingers of Jazz. Er unterrichtete an verschiedenen musikpädagogischen Einrichtungen wie Through Music, Bronx Lab School, Bronx Charter School for the Arts und an der Litchfield Jazz Festival Summer Music School.

## Diskographische Hinweise
- The Flail: Nver Fear (KNT, 2004), mit Stephan Moutot (sop,ts), Brian Marsella (p), Reid Taylor (kb), Matt Zebroski (dr)
- The Flail: Live at Smalls (SmallsLIVE, 2010), dto.
- Gasper Bertoncelj and The Swingers of Jazz: Gasper's Back in Town (Arabesque, 2011)
- The Flail: Not Dead...Yet (Red Palace Records, 2017)